# Rolf Jonsson
Rolf Jonsson, född 1 december 1889 i Stockholm, död 3 juni 1931 i Stockholm, var en svensk gymnast.
Han blev olympisk guldmedaljör 1908.